# Sarcophaga argyrostoma
Sarcophaga argyrostoma är en tvåvingeart som först beskrevs av Robineau-desvoidy 1830.  Sarcophaga argyrostoma ingår i släktet Sarcophaga och familjen köttflugor. Arten är reproducerande i Sverige. Inga underarter finns listade i Catalogue of Life.